# 布魯龐德 (阿拉巴馬州)
布魯龐德（英語：Blue Pond）是一個位於美國阿拉巴馬州切羅基縣的非建制地區。該地的面積和人口皆未知。

## 地理
布魯龐德的座標為34°14′13″N 85°43′13″W / 34.236944°N 85.720278°W，而該地最高點為海拔高度200米（即656英尺）。